# Bryum consimile
Bryum consimile är en bladmossart som beskrevs av Brotherus in Drygalski 1907. Bryum consimile ingår i släktet bryummossor, och familjen Bryaceae. Inga underarter finns listade i Catalogue of Life.